# Casino Royale Hotel & Casino
Best Western Plus Casino Royale, tidigare Nob Hill Casino och Casino Royale Hotel & Casino, är både ett kasino och ett hotell som ligger utmed gatan The Strip i Paradise, Nevada i USA. Den ägs av Tom Elardi med familj. Hotellet har totalt 152 hotellrum och drivs av hotelloperatören Best Western.
Byggnaden uppfördes på 1950-talet som en restaurang med namnet Frank Musso's Restaurant. 1964 blev den istället en nattklubb och hette Joey's New Yorker Night Club. 1978 upphörde nattklubbsverksamheten och byggnaden blev ett kasino med namnet Nob Hill Casino. Nob Hill stängdes 1990 och köptes av familjen Elardi, de ägde redan kasinot Frontier Hotel and Casino som de köpte 1988. Den 1 januari 1992 invigdes kasinot med namnet Casino Royale Hotel & Casino. I januari 2013 tog hotelloperatören Best Western över hotellverksamheten och kasinot fick sitt nuvarande namn.